# Émile Lassailly
Émile-Adolphe-Marie Lassailly né à Paris le 20 décembre 1875 et mort à Paris 17e le 15 octobre 1918, est un compositeur et chef d'orchestre français.

## Biographie
Fils du géographe Charles Lassailly, élève de Jacques Offenbach, il devient chef d'orchestre au théâtre des Variétés. On lui doit des marches, des valses pour piano, des opérettes et des musiques de chansons sur des paroles, entre autres, de Théodore Botrel, Eugène Héros ou Lucien Boyer qui ont connu une grande popularité. Son plus gros succès fut la chanson revancharde On les aura ! (1915). 
Il est inhumé au cimetière des Batignolles (division 9) où il repose  avec sa sœur Charlotte et son beau-frère le musicographe Louis Schneider (1861-1935), critique musical et théâtral pour de nombreux journaux comme La Paix, Le Gaulois et le New York Herald.

## Œuvres
- 1899 : L'Esquif fleuri !, poésie de Lucien Boyer
- 1902 : Les Chansons en dentelles, paroles de Théodore Botrel
- 1902 : Cantilène !, poésie de Xavier Privas
- 1902 : Arche d'alliance !, paroles de Xavier Privas
- 1902 : Le Cœur de Pierrot !, chanson, poésie et musique de Xavier Privas et Émile Lassailly
- 1902 : Grand'Mère, dites-moi comment ?, paroles de Gaston Sécot
- 1902 : L'heureux Pendu !, chansonnette, paroles de Gaston Sécot
- 1902 : Jeu de Massacre !, chansonnette, paroles de Eugène Héros et de Jean Varney
- 1904 : Fleur de Londres, chanson, paroles de Francis Khé et Eugène Lemercier
- 1909 : Ninon rêve !, poésie de Gabriel Montoya
- 1910 : A l'aventure !, marche
- 1906 : Nous reprendrons notre Belgique, paroles de Rip
- 1917 : Carminetta, opérette en deux actes, livret de André Barbe

La comédie en 5 actes Léosthène, ou Un homme politique, qui lui est parfois attribuée bien qu'ayant publiée en 1847, est l'œuvre de son grand-père le journaliste et écrivain Émile Lassailly (1814-1858), frère du poète romantique Charles Lassailly (1806-1843).

## Distinctions
- Officier d'Académie (arrêté du 1er janvier 1905)[6]